# Zoza (pevač)
Ozren Stokić (rođen 13. januara 1994. godine), poznatiji pod umetničkim imenom Zoza, srpski je R&B, pop, rep pevač, tekstopisac i producent. Popularnost šire publike je stekao nakon objave pesme "Riri" jula 2017. godine, čija se kasnija obrada sa reperom Strukom našla na mikstejpu "Ubice" objavljenom od strane Mascom Records-a. Zozin stil je hibrid R&B, pop i muzike Balkana, koji se najbolje čuje u pesmama "Šta bih ja", "Videće" i "Nemoj da mu sudiš". Sve tri pesme su naišle na dobre reakcije publike. Iza sebe ima veliki broj singlova a sarađivao je sa brojnim muzičarima i pevačima kao što su: THCF, Struka, Klinac, Edita Aradinović, Albino, Sloba Radanović.

## Biografija
Rođen je u Zrenjaninu, gde je završio osnovnu i srednju školu a nakon toga i fakultet. Odrastao je u naselju Bagljaš, gde i kreću njegovi muzički početci. Muzikom se bavi od malih nogu, a dugi niz godina je uporedno radio, studirao i komponovao pesme. Zbog nedostatka vremena, muzika je uvek padala u drugi plan. Nakon završetka studija kreće ozbiljnija potera za muzičkom karijerom. U ranijim danima je radio pod pseudonimom Fox, koji je njegov nadimak kroz detinjstvo. Kako umetničko ime Fox već postoji bio je primoran da promeni u Zoza, pod kojim je i stekao popularnost kod publike.

## Karijera
Muzičku karijeru počinje još u ranim danima sa svojim drugarima i Hip Hop grupom "Sove", u kojoj su bili beatmakeri, grafiteri kao i izvođači, uključujući i Nikolu Kirćanskog, poznatijeg kao Kei i Ognjena Jovanova, publici poznatiji kao Ognjen. Grupa Sove je doživela relativno veliku lokalnu popularnost i kasnijim raspadom grupe kreće da se razvija Zozina solo karijera.
Široj publici je prvi put privukao pažnju 2017. godine i singlom "'Riri". Solo pesmu je izbacio na svoj kanal, koja je privukla pažnju repera Struke i koji je izrazio želju da odradi svoj vers i pesmu izbaci na kompilaciju "Ubice" u saradnji sa izdavačkom kućom Mascom Records. 2018. godine je sarađivao sa Klincem, gde je gostovao na njegovom EP-u "Pre noći" i pesmi "Svež". Krajem 2018. godine u saradnji sa Luxonee-jem izbacuje pesmu "Videće" koja je privukla veoma pozitivnu pažnju, pogotovo kod poznatih muzičara, od kojih su i grupa THCF gde i kreće dugogodišnja uspešna saradnja sa dvojcem iz Beograda. 2019. godine izbacuje svoju prvu pesmu sa THCF-om pod nazivom "100" kao i pesmu "Nemoj da mi sudiš" sa Zrenjaninskim reperom Kuretom. Obe pesme su doživele veliki uspeh, i pozitivnu reakciju kod publike. U maju 2019. godine on i Kei su uradili komplet pesmu ''Ja se ne brinem'' za Slobu Radanovića. Februara 2020. godine u saradnji sa Mascom Records-om i Honey Money Gang-om izbacuje pesmu "Šta bih ja" koja je i dan danas jedna od njegovih popularnijih pesama. Polovinom juna 2021. godine se našao na 2 pesme "Zurich" i "Monza" sa albuma "Beogradsko Najfinije".
Kasnije 2025. godine u aprilu mesecu izbacuje i svoj dugoiščekivani solo album pod nazivom "Projekat: LJUBAV" gde se izdvaja saradnja sa Editom Aradinović i pesma "VIDIM TE".

## Diskografija

### Singlovi
- Riri (2017)
- Videće (2018)
- Nemoj da mi sudiš ft. Kure (2019)
- Voda ft. Kure (2019)
- Ulecce (2019)
- Nebu pod oblake (2020)
- Loš kraj (2020)
- Šta bih ja (2020)
- Si (2020)
- Sa njom (2020)
- Model (2025)

### Albumi
- Projekat: LJUBAV (2025)

## Izvori
1. ↑  „Muzičar iz Zrenjanina Ozren Stokić oduševljava mlade svojim numerama” (на језику: српски). 2018-01-22. Приступљено 2025-05-22.
2. ↑  „Zoza i singl "Riri"- sa kompilacije Ubice Mixtape | Mascom”. www.mascom.rs (на језику: српски). стр. 1. Архивирано из оригинала 22. 05. 2025. г. Приступљено 2025-05-22.
3. ↑  d.o.o, cubes. „ZOZA: Što bih ja - Nedeljnik”. https://www.nedeljnik.rs/ (на језику: српски). Приступљено 2025-05-22. Спољашња веза у |website= (помоћ)
4. ↑  Mascom Records (2018-11-14), Upoznajte mlade umetnike: ZOZA, Приступљено 2025-05-22
5. ↑  OfficialSovaTV (2011-02-06), Sove(Kure,Fox,Krdza,Stizz) - 5 je sati ujutru (2011), Приступљено 2025-05-22
6. ↑  „Sove music”. Last.fm (на језику: енглески). Приступљено 2025-05-22.
7. ↑  Klinac - Svez - feat. $han x Zoza (на језику: енглески), Приступљено 2025-05-22
8. ↑  „THCF u novom spotu za pesmu "100"! Rep dvojac objavio veliki hit u saradnji sa Zozom (VIDEO) - IDJ TV” (на језику: српски). 2019-04-15. Приступљено 2025-05-22.
9. ↑  „STIGAO NOVI SLOBA: Radanović objavio pesmu "Ja se ne brinem", a SVI pričaju o TEKSTU i SCENAMA - Srbija danas”. www.sd.rs (на језику: српски). 2019-05-13. Приступљено 2025-05-22.
10. ↑  „Zoza promoviše novu pesmu u klubu Brankow | Mascom”. www.mascom.rs (на језику: српски). Приступљено 2025-05-22.
11. ↑  THCF (2021-09-13), MONZA - PRIČE SA ALBUMA, Приступљено 2025-05-22
12. ↑  Zoza (2025-04-11), Zoza, Edita - VIDIM TE, Приступљено 2025-05-22

## Spoljašnje veze
- Zoza na Instagram-u
- Zoza na Spotify-u
- Zoza na Youtube-u